# Европейски път E54
Европейски път Е54 е европейски автомобилен маршрут от категория А в Централна Европа, свързващ градовете Париж (Франция) и Мюнхен (Германия).

## Маршрут
- Франция: Париж – Мелюн – Монтро Фот Йон – Санс – Троа – Белфор —
- Швейцария: Базел —
- Германия: Райнфелден – Бад Зекинген – Валдсхут Тинген —
- Швейцария: Нойхаузен ам Райнфал – Шафхаузен —
- Германия: Зинген – Щоках – Юберлинген – Фридрихсхафен – Линдау – Меминген – Бухлое – Ландсберг ам Лех – Мюнхен

Е54 е свързан със следните маршрути:
| - E15 - E511 - E17 - E21 | - E25 - Е35 - E41 - E43 | - E533 |

## Галерия
- Е54 в Мюнхен
- Е54 в околностите на Базел